# Lyonetia euryella
Lyonetia euryella là một loài bướm đêm thuộc họ Lyonetiidae. Nó được tìm thấy ở Nhật Bản (Honshu, Kyushu, Yakushima).
Sải cánh dài 8–10 mm. Có 4 thế hệ một năm. Ấu trùng ăn Eurya japonica. Chúng ăn lá nơi chúng làm tổ. 